# Општина Јепурешти (Ђурђу)
Јепурешти (рум. Iepureşti) општина је у Румунији у округу Ђурђу.
Oпштина се налази на надморској висини од 62 m.